# Nikolái Lobachevski
Nikolái Ivánovich Lobachevski —en caracteres cirílicos: Никола́й Ива́нович Лобаче́вский nʲikɐˈlaj ɪˈvanəvʲɪtɕ ləbɐˈtɕɛfskʲɪjⓘ— (1 de diciembre de 1792-24 de febrero de 1856) fue un matemático ruso del siglo XIX.
Entre sus principales logros se encuentra la demostración de varias conjeturas relacionadas con el cálculo tensorial aplicado a vectores en el espacio de Hilbert.
Fue uno de los primeros matemáticos que aplicó un tratamiento crítico a los postulados fundamentales de la geometría euclidiana.

## Biografía

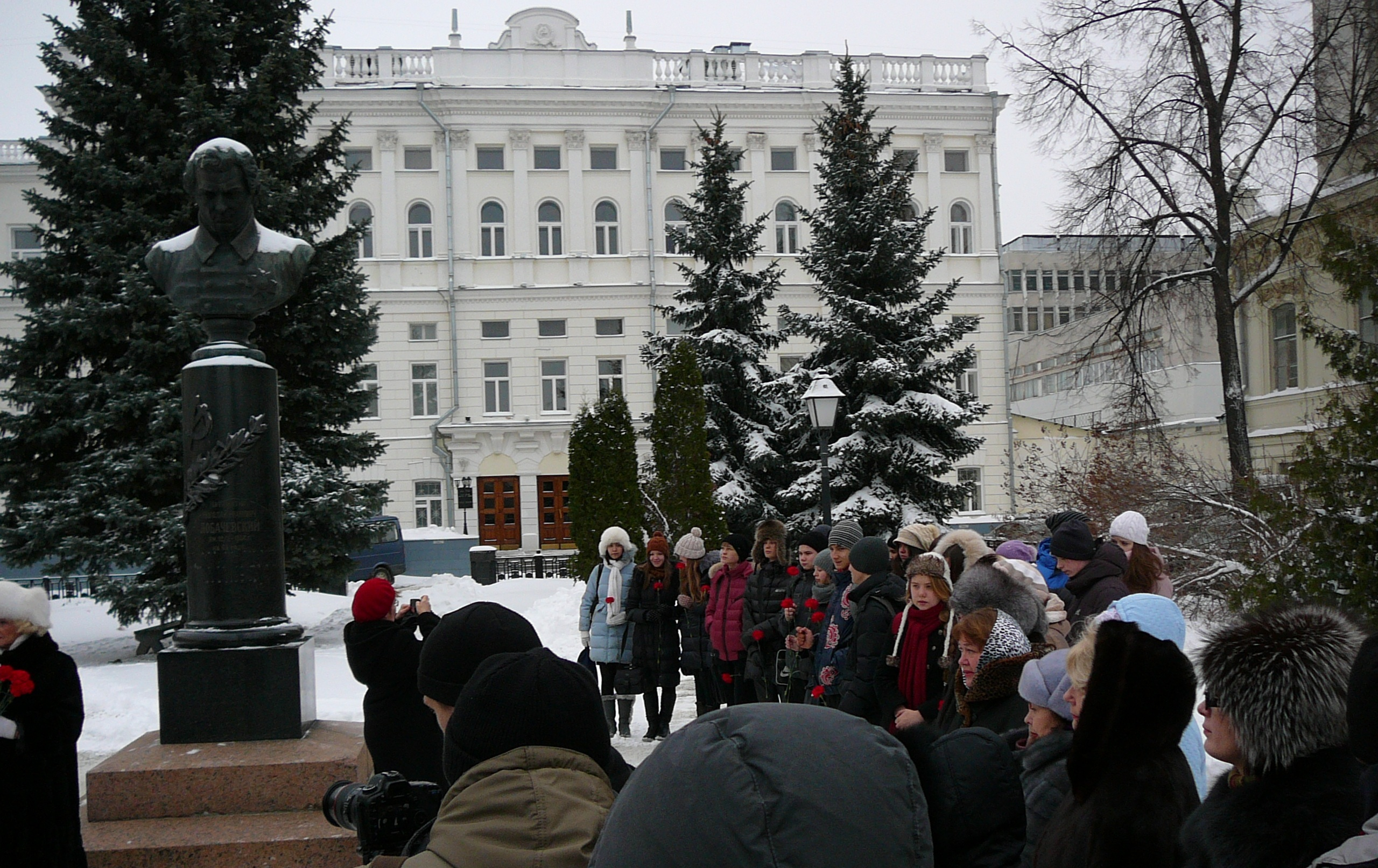
Celebración anual en Kazán del aniversario del nacimiento de Lobachevski, 1 de diciembre de 2011

Nikolái Lobachevski nació en Rusia el 1 de diciembre de 1792. Estudió en el gymnasium de Kazán desde 1802 hasta 1807. Con solo 15 años ingresa en la Universidad de Kazán, cursando de 1807 a 1811. Enseñó en dicha Universidad desde 1812, obteniendo el título de catedrático en 1816. Fue elegido en 1827 rector de la Universidad de Kazán, siendo un centro modelo de enseñanza superior de aquel tiempo.
Nikolái Lobachevski informó, por primera vez, de su nueva geometría no euclidiana el 23 de febrero de 1826, con una conferencia en la sesión del departamento de física y matemáticas de la Universidad de Kazán.
La primera exposición escrita de los principios de dicha geometría, fue la memoria de Lobachevski «Sobre los fundamentos de la Geometría», publicada en los años 1829-1830 en la revista Boletín de Kazán.
Sus ideas sobre geometría eran demasiado audaces y diferían ostensiblemente con los puntos de vista que predominaban en la ciencia de entonces, obteniendo juicios negativos tanto en Rusia como en el extranjero. Prosiguió el estudio del sistema geométrico creado por él dado la justeza de sus deducciones. También posee varios trabajos fundamentales en la rama del álgebra y del análisis matemático.
Murió en Kazán en 1856.
La Universidad Estatal de Nizhni Nóvgorod incluyó en su denominación el nombre de Lobachevski en su honor. En 1896, fue erigido un monumento al eminente sabio en la Universidad de Kazán.

## Actividades
Con independencia del húngaro János Bolyai y del alemán Carl Friedrich Gauss, Lobachevski ideó un sistema de geometría no euclidiana. Antes de Lobachevski, los matemáticos intentaban deducir el quinto postulado de Euclides a partir de los otros axiomas; sin embargo, Lobachevski se dedicó a desarrollar una geometría en la cual el quinto postulado puede no ser cierto o, mejor dicho, ser diferente. Para esto, entre otras cuestiones, propuso un sistema geométrico basado en la hipótesis del ángulo agudo, según la cual, en un plano, por un punto fijo pasan al menos dos paralelas a una recta —en realidad tal solución da noción de la existencia de triángulos curvos—. Aunque Lobachevski, Gauss y Bolyai construyeron de manera independiente la geometría hiperbólica existe una conexión entre ellos,  Martin Bartels había sido el tutor de Carl Friedrich Gauss en Brunswick y casi con seguridad hablaron del problema con el quinto postulado, más tarde Bartels fue profesor de Lobachevsky en la Universidad de Kazan. En cuanto a János Bolyai, era hijo de Farkas Bolyai que había sido amigo y compañero de Gauss en sus años de formación, y existe constancia de que ambos habían discutido el quinto postulado. De hecho, Farkas Bolyai le recomendó a su hijo no investigar dicho problema, sin embarogo, János le desobedeció y finalmente llegó a una solución independiente de la de Gauss y Lobachevski.
Entre las principales obras de Nikolái Lobachevski destacan Sobre los principios de la geometría (1829) y Geometría imaginaria (1835).

## Geometría de Lobachevsky
Se han conservado apuntes de estudiantes de las conferencias de Lobachevsky (de 1817), en las que intentaba demostrar el quinto postulado de Euclides, pero en el manuscrito del libro de texto Geometría (1823) ya había abandonado este intento. En las Reseñas de la enseñanza de las matemáticas puras de 1822/23 y 1824/25, Lobachevski señaló la hasta entonces invencible dificultad del problema del paralelismo y la necesidad de tomar en geometría como conceptos iniciales adquiridos directamente de la naturaleza.
El 7 (19) de febrero de 1826, Lobachevski presentó para su publicación en "Notas del Departamento de Física y Matemáticas un trabajo: " Exposición condensada de los comienzos de la geometría con una demostración rigurosa del teorema del paralelismo (en francés). Pero la publicación no se materializó. El manuscrito y las reseñas no han sobrevivido, pero el trabajo en sí fue incluido por Lobachevsky en su obra Sobre los comienzos de la geometría (1829-1830), impresa en la revista Kazansky Vestnik. Esta obra fue la primera publicación seria en la literatura mundial sobre geometría no euclidiana, o Geometría de Lobachevsky}

Representación visual de la geometría de Lobachevsky: se trazan tres rectas que pasan por el punto M y no intersecan a la recta D.

Lobachevsky considera que el axioma de paralelismo de Euclides es una restricción arbitraria. Desde su punto de vista, este requisito es demasiado rígido y limita las posibilidades de una teoría que describa las propiedades del espacio. Como alternativa, propone otro axioma: hay más de una línea en el plano que pasa por un punto no situado sobre una línea dada y que no interseca a la línea dada. La nueva geometría desarrollada por Lobachevsky no incluye la geometría euclidiana, pero la geometría euclidiana puede derivarse de ella mediante una transición límite (cuando la curvatura del espacio tiende a cero). En la propia geometría de Lobachevsky, la curvatura es negativa. Ya en su primera publicación, Lobachevsky desarrolló en detalle la trigonometría del espacio no euclidiano, geometría diferencial (incluyendo el cálculo de longitudes, áreas y volúmenes) y cuestiones analíticas relacionadas.
Sin embargo, las ideas científicas de Lobachevski no fueron comprendidas por sus contemporáneos. Su obra Sobre los comienzos de la geometría, presentada en 1832 por el consejo universitario a la Academia de Ciencias, recibió una evaluación negativa por parte de M. V. Ostrogradsky. En una irónica crítica del libro, Ostrogradsky admitió francamente que no entendía nada en él, excepto dos integrales, una de las cuales, en su opinión, estaba calculada incorrectamente (de hecho, fue el propio Ostrogradsky quien cometió el error). Entre otros colegas, tampoco casi nadie apoyaba a Lobachevski; crecía la incomprensión y el ridículo ignorante. Otro académico de San Petersburgo, Víktor Buniakovski, publicó un artículo "desacreditando" la geometría no euclidiana incluso en 1871, cuando la obra de Beltrami ya había celebrado a Lobachevsky como el descubridor de la "geometría hiperbólica".
La coronación del acoso fue un pasquín anónimo burlón (firmado con el seudónimo S. S.) que apareció en la revista F. Bulgarin. Hijo de la Patria' en 1834s:
¿Con qué propósito se escribirían, e incluso se imprimirían, fantasías tan ridículas? <...> ¿Cómo se puede pensar que el Sr. Lobachevsky, profesor residente de matemáticas, escribiría con algún propósito serio un libro que traería poco honor al último profesor de parroquia? Si no erudición, al menos sentido común debería tener todo profesor, y la Nueva Geometría carece a menudo de esto último. <...> La Nueva Geometría <...> está escrita de tal manera que nadie que la haya leído ha entendido casi nada.
A juzgar por el contenido de esta nota, fue escrita por una persona con formación matemática, muy probablemente alguien del entorno de Ostrogradsky (el artículo contiene las mismas críticas infundadas que la reseña de Ostrogradsky). El grado de participación del propio Ostrogradsky en el plan no ha sido aclarado por los historiadores.
El intento de Lobachevsky de publicar una respuesta al libelo en la misma revista fue ignorado por los editores. A pesar de las complicaciones, Lobachevsky, convencido de que tenía razón, continuó su trabajo. En 1835-1838 publicó artículos sobre "geometría imaginaria" en Uchetnye zapiski, a los que siguió la más completa de sus obras, Nuevos comienzos de geometría con una teoría completa de las paralelas.

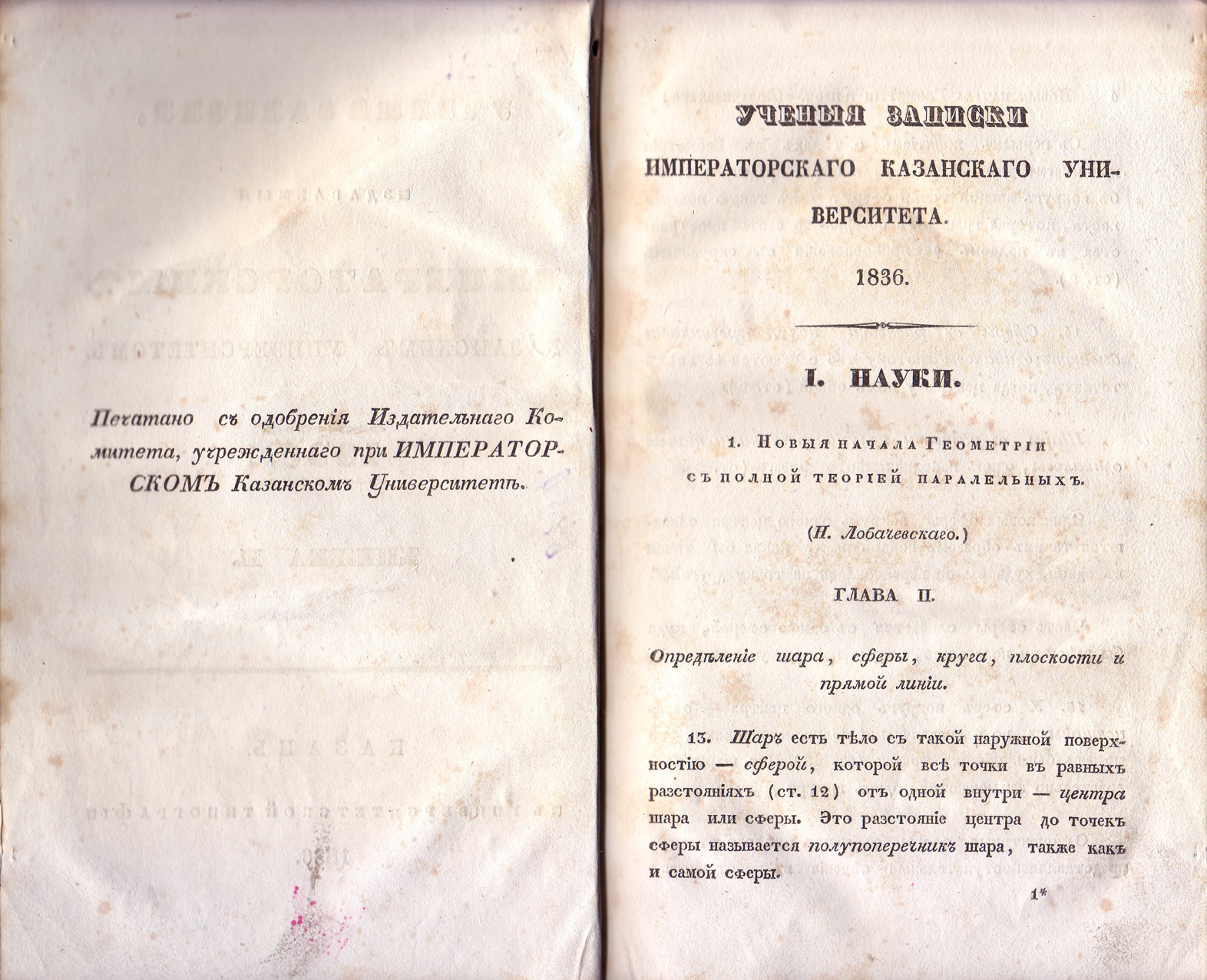
El artículo "Nuevos comienzos de la geometría con una teoría completa del paralelo" (1835-1838)
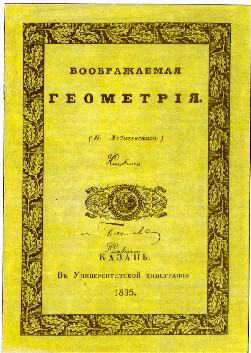
Portada del libro "Geometría Imaginaria" (1837)

Al no encontrar comprensión, Lobachevsky intentó presentar sus ideas de la forma más accesible posible, no sólo en Rusia, sino también en el extranjero. En 1837, el artículo de Lobachevsky Geometría imaginaria apareció en francés (Géométrie imaginaire) en la autorizada revista berlinesa Krelle, y en 1840 Lobachevsky publicó un pequeño libro en alemán, Investigaciones geométricas sobre la teoría de los paralelos, que contiene una exposición clara y sistemática de sus ideas principales}. Recibió dos ejemplares Karl Friedrich Gauss, el "rey de los matemáticos" de la época. Según se supo mucho más tarde, el propio Gauss estaba desarrollando en secreto la geometría no euclidiana, pero nunca se decidió a publicar nada sobre el tema, pues creía que la comunidad científica aún no estaba preparada para aceptar ideas tan radicales. Tras conocer los resultados de Lobachevsky, los elogió con entusiasmo, pero sólo en sus diarios y en cartas a amigos íntimos. Volumen II|1981|c=58-59}}. Por ejemplo, en una carta al astrónomo H. H. H. Schumacher (1846), Gauss manifiesta su aprecio por el trabajo de Lobachevski 

## Obras
- Kagan V. F. (ed.): N. I. Lobachevsky - Complete Collected Works, Vol. I-IV (ruso), Moscú-Leningrado (GITTL), (1946-51).
  - Vol. I: Geometrical Researches on the Theory of Parallels (Investigaciones geométricas sobre la teoría de las paralelas) (1840); On the Origin of Geometry (Sobre el origen de la geometría) (1829-30).
  - Vol. II: New Principles of Geometry with Complete Theory of Parallels (Nuevos principios de geometría con la teoría completa de las paralelas) (1835-38).
  - Vol. III: Imaginary Geometry (Geometría imaginaria) (1835); Application of imaginary geometry to certain integrals (Aplicación de la geometría imaginaria a ciertas integrales) (1836); Pangeometría (1856).
  - Vol. IV: Obras sobre otros temas.

### Traducciones al inglés
- Geometrical Researches on the Theory of Parallels (Investigaciones geométricas sobre la teoría de las paralelas). Traducida por G. B. Halsted (tr.). 1891. Reimpreso en Roberto Bonola: Non-Euclidean Geometry: A Critical and Historical Study of its Development (Geometría no euclidiana: Un estudio crítico e histórico de su desarrollo). 1912. Reimpresión Dover 1955.
- También en: Seth Braver Lobachevski illuminated (Lobachevski iluminado), MAA 2011.
- Pangeometry. traducido por Henry P. Manning: en D. E. Smith A Source Book in Mathematics. McGraw Hill 1929. Reimpresión de Dover, pp. 360-374.
- New Principles of Geometry with Complete Theory of Parallels  G. B. Halsted (tr.). 1897.
- Nikolai I. Lobachevsky, Pangeometry, traductor y editor: A. Papadopoulos, Heritage of European Mathematics Series, Vol. 4, European Mathematical Society. 2010.

## Impacto

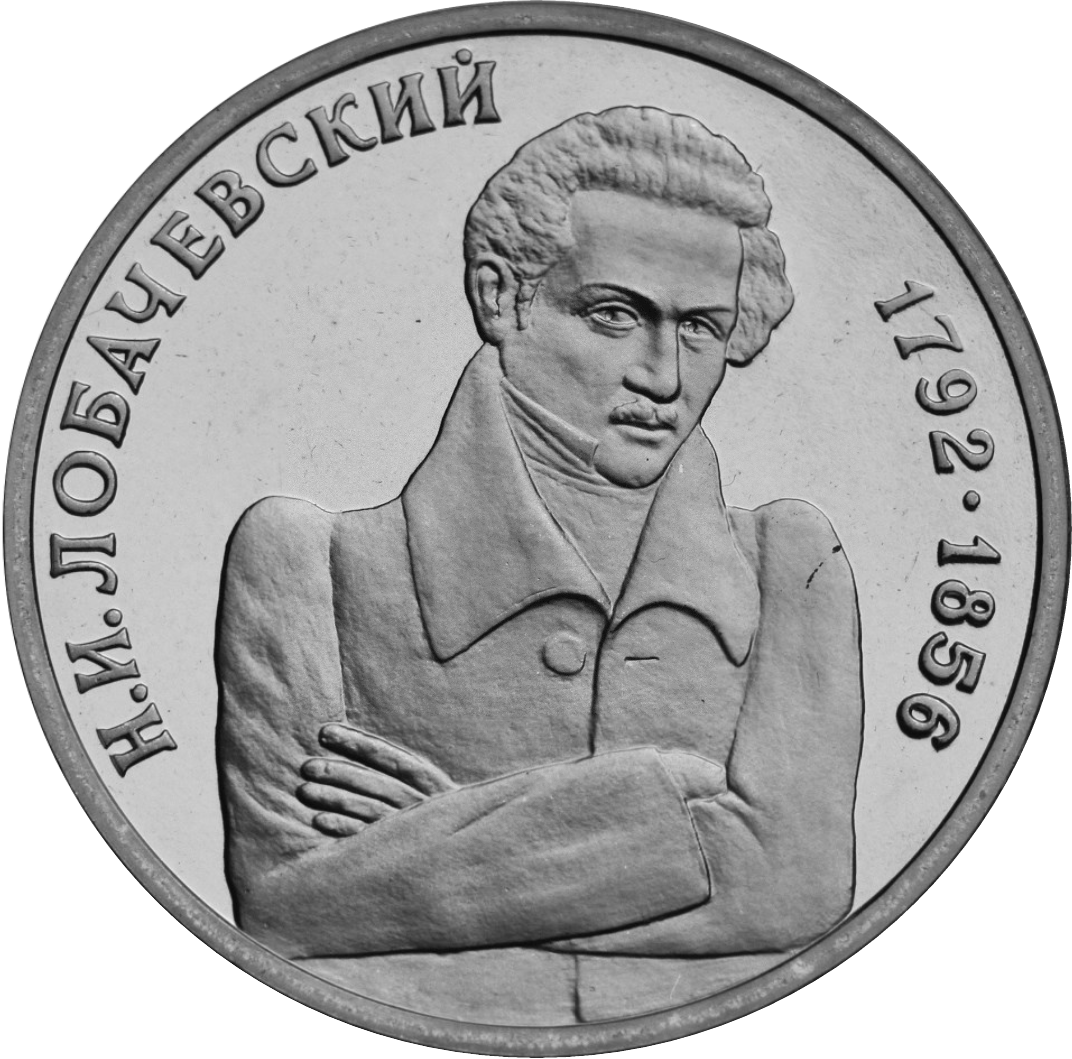
Rublo ruso conmemorativo de 1992 con una imagen de Lobachevsky

Eric Temple Bell escribió sobre la influencia de Lobachevsky en los siguientes desarrollos de las matemáticas en su libro de 1937 Men of Mathematics:
```
  La audacia de su desafío y su exitoso resultado han inspirado a los matemáticos y a los científicos en general a desafiar otros "axiomas" o "verdades" aceptadas, por ejemplo la "ley" de la causalidad que, durante siglos, ha parecido tan necesaria para el pensamiento correcto como parecía el postulado de Euclides hasta que Lobachevsky lo descartó. El impacto total del método lobachevskiano de cuestionar los axiomas probablemente aún no se ha acabado. No es exagerado llamar a Lobachevsky el 
Copérnico
 de la 
Geometría
, ya que la geometría es sólo una parte del más amplio dominio que renovó; incluso podría ser justo designarlo como un Copérnico de todo el pensamiento.
```

## Eponimia
- El cráter lunar Lobachevskiy lleva este nombre en su memoria.[15]
- El asteroide (1858) Lobachevskij también conmemora su nombre.